# روضه (کویت)
روضه (به عربی: الروضة) یک منطقهٔ مسکونی در کویت است که در استان عاصمه واقع شده‌است. روضه ۴۰٬۲۱۵ نفر جمعیت دارد و ۲۳ متر بالاتر از سطح دریا واقع شده‌است.